# فيبي جاكوبس
فيبي جاكوبس (بالإنجليزية: Phoebe Jacobs) هي مروجة موسيقى أمريكية، ولدت في 21 يونيو 1918 في ذا برونكس في الولايات المتحدة، وتوفيت في 9 أبريل 2012 في نيويورك في الولايات المتحدة.